# Suzukielus sauteri
Suzukielus sauteri – gatunek kosarza z podrzędu Cyphophthalmi i rodziny Stylocellidae. Jest jedynym znanym przedstawicielem monotypowego rodzaju Suzukielus.

## Opis
Drobny gatunek kosarza o ciele długości poniżej 2 mm i krótkich nogach

## Występowanie
Gatunek endemiczny dla Japonii, gdzie występuje na terenie prefektury Shizuoka.